# Borja Giménez Larraz
Borja Giménez Larraz (ur. 1983 w Saragossie) – hiszpański polityk i prawnik, deputowany do Parlamentu Europejskiego X kadencji.

## Życiorys
Syn polityka Manuela Giméneza Abada, zastrzelonego w 2001 przez terrorystę z ETA. Borja Giménez Larraz towarzyszył ojcu w chwili zamachu; doszło do niego, gdy razem udawali się na mecz Realu Saragossa
Uzyskał licencjat z prawa, a także magisterium z europeistyki na Universidad de Zaragoza. Ukończył też studia podyplomowe MBA w Instituto de Empresa. Zaangażował się w działalność polityczną w ramach Partii Ludowej. Był doradcą frakcji radnych PP w Saragossie. Od 2014 pracował w Europarlamencie, był prawnikiem delegacji swojego ugrupowania, a następnie współpracownikiem europosła Javiera Zarzalejosa. W 2024 był kandydatem ludowców z Aragonii w wyborach europejskich; w wyniku głosowania z czerwca tegoż roku uzyskał mandat deputowanego do PE X kadencji.